# Энциклопедический словарь Мейера

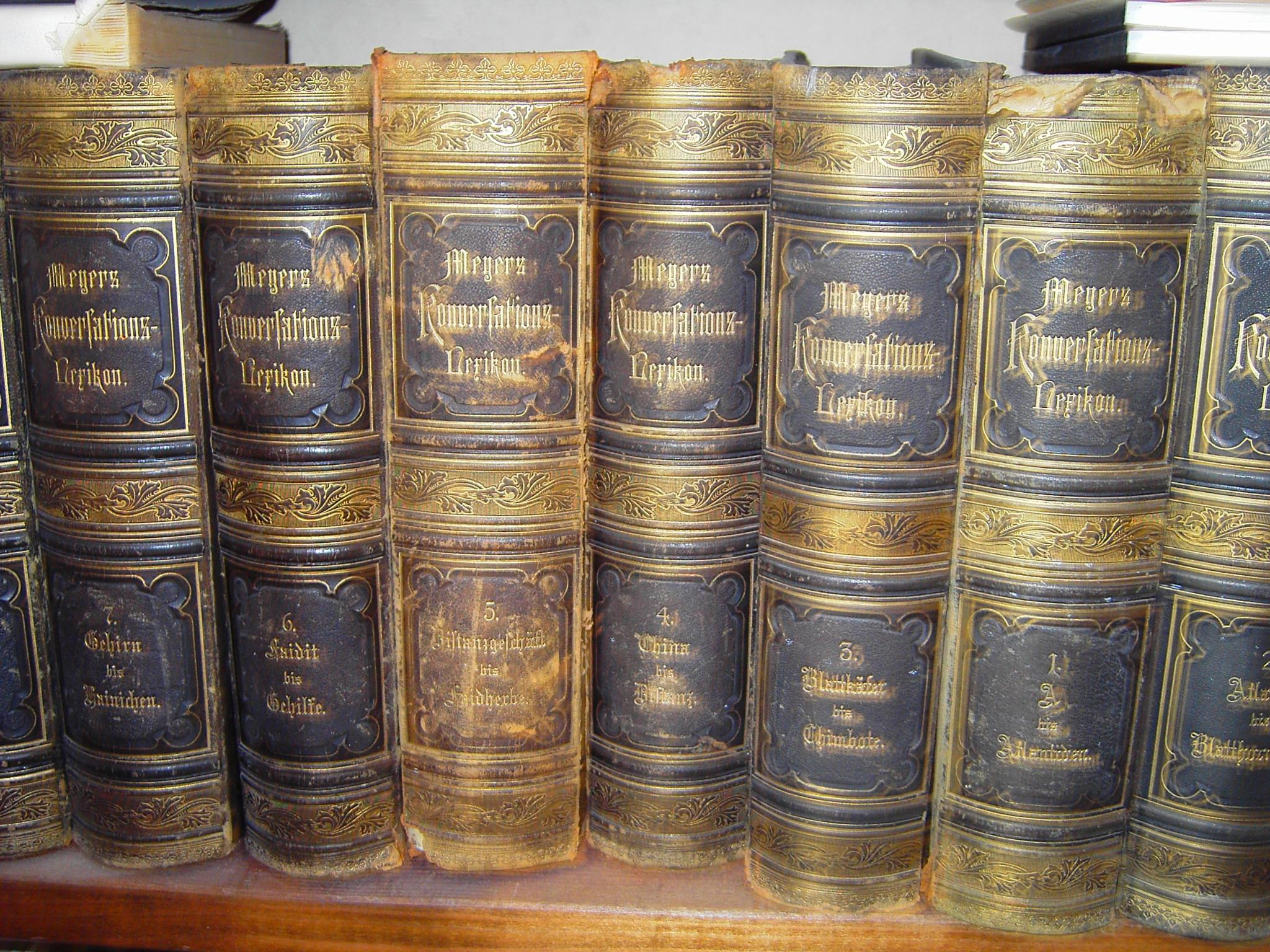
Тома четвёртого издания (1885).

Энциклопедический словарь Мейера (Meyers Konversations-Lexikon) — одна из главных немецких энциклопедий, существовавшая под различными названиями и выходившая в виде различных изданий с 1839 по 1984 год, пока не была объединена с энциклопедий «Брокгауз». Первоначально издавалась основанным в 1826 году Иосифом Мейером издательством «Библиографический институт». Первоначально, до 1874 года, издательство находилось в Хильдбурхаузене.
Первое издание энциклопедии начало выходить в октябре 1839 года, при этом о его предполагаемом объёме и сроках выхода не было указано никаких данных. На протяжении 12 лет вышло 46 томов, к 1855 году было выпущено 6 дополнительных томов. Все 52 тома были переизданы в 1858—1859 годах. Это издание считается одной из самых полных энциклопедий XIX века; в отличие от многих других энциклопедических изданий того времени, словарь Мейера содержал большое количество иллюстраций и карт.
Дело отца было продолжено его сыном Германом Юлиусом: в 1857—1860 годах был выпущен энциклопедический словарь, включавший, правда, уже лишь 15 томов; именно это издание считается первым «официальным» изданием энциклопедии Мейера (настоящее первое издание носило название «Великая энциклопедия для образованных классов»). Второе издание было выпущено в 1861—1867 годах, третье, издававшееся в Лейпциге, — в 1874—1878 годах. Оба этих издания по-прежнему включали в себя по 15 томов. Четвёртое издание, выпущенное в 1885—1890 годах, включало 16 томов, в 1891—1892 годах было выпущено два дополнительных тома. Пятое издание (1893—1897) включало 17 томов, шестое (1902—1908) — 20. Шестое издание было выпущено самым большим тиражом из всех изданий энциклопедии Мейера.
Седьмое издание, выпущенное в 1924—1930 годах, насчитывало — вследствие экономического кризиса — только 12 томов. Восьмое издание, выпускавшееся в период правления нацистов в Германии и следовавшее официальной идеологии гитлеровского режима, осталось незавершённым (издавалось в 1936—1942 годах, были выпущены тома с первого по девятый и двенадцатый из двенадцати запланированных). В ходе бомбардировок Лейпцига в 1943—1944 годах здание издательства было полностью разрушено, а в 1946 году издательство «Библиографический институт» было национализировано и воссоздано в качестве народного предприятия. Оно было возрождено также и в ФРГ в 1953 году и стало существовать параллельно с национализированным издательством в ГДР.
В период существования двух германских государств девятое издание энциклопедии было выпущено в ФРГ в 1971—1979 годах. Оно насчитывало 25 томов. В ГДР были выпущены два издания: в восьми томах в 1961—1964 годах и в восемнадцати томах в 1971—1978 годах. Оба они были написаны в соответствии с марксистской идеологией. Также «Библиографическим институтом» ГДР издавались и другие энциклопедические издания под названиями «Энциклопедия Мейера»: например, однотомные «Карманный словарь Мейера» и «Словарь Мейера для юношества» и двухтомный «Новый настольный словарь Мейера».
В 1984 году «Библиографический институт» ФРГ был присоединён к издательству своего главного конкурента, энциклопедии «Брокгауз».